# Вільярробледо

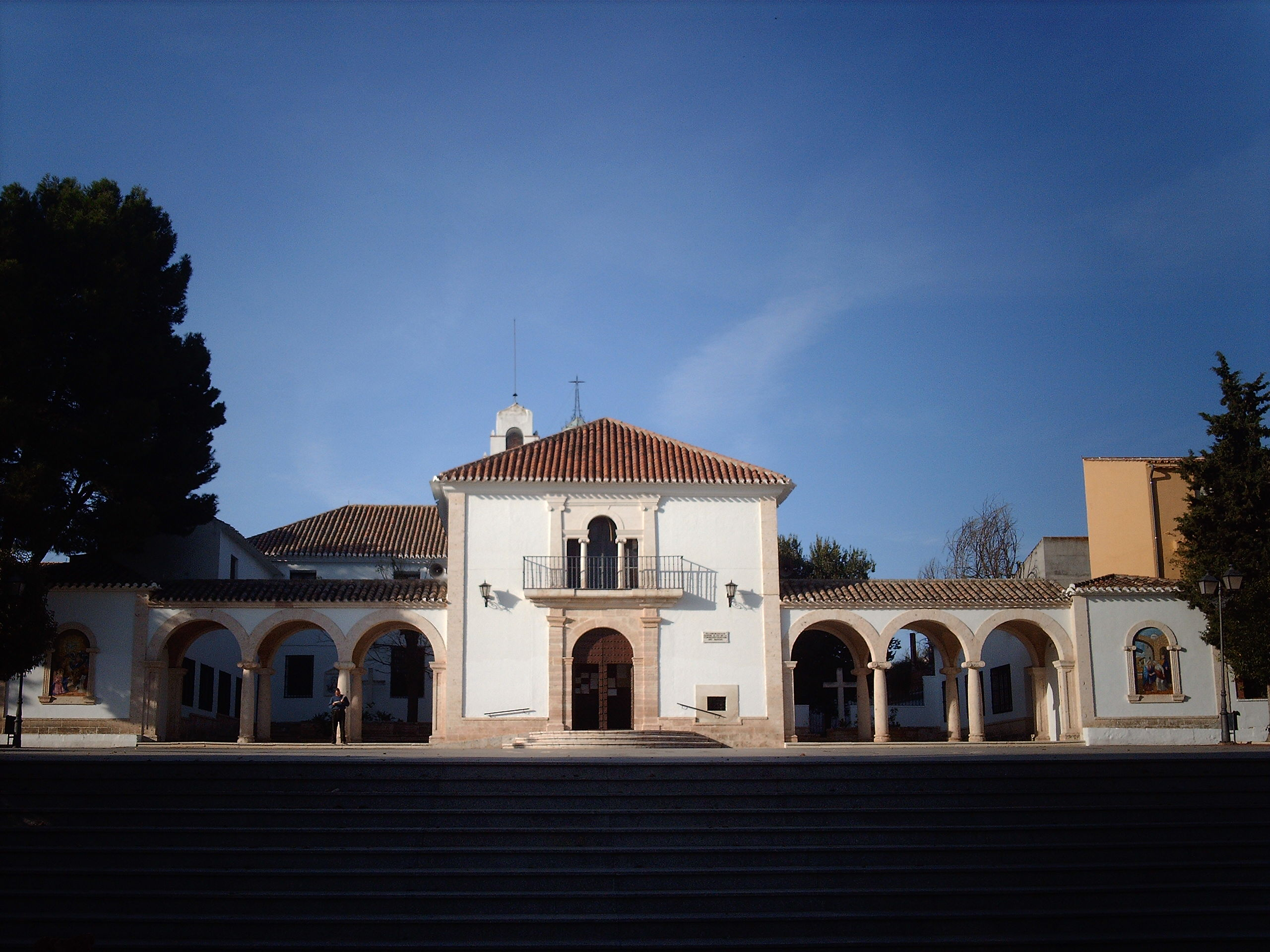
Місцева архітектура

Вільярро́бледо (ісп. Villarrobledo) — місто та муніципалітет в районі (комарці) Ла-Манча-дель-Хукар-Сентро провінції Альбасете, в складі автономної спільноти Кастилія — Ла-Манча, за 83 км від міста Альбасете.
Площа міста становить 861,25 км², населення становить 25 417 осіб (2007).